# Eugnamptus nigriventris
Eugnamptus nigriventris is een keversoort uit de familie Rhynchitidae. De wetenschappelijke naam van de soort is voor het eerst geldig gepubliceerd in 1905 door Schaeffer.